# David Glass (izraelský politik)
David Glass (hebrejsky: דוד גלס, narozen 16. října 1936 – 16. srpna 2014) byl izraelský politik a bývalý poslanec Knesetu za stranu Mafdal.

## Biografie
Narodil se ve vesnici Balfourija. Vystudoval ješivu a pak právo na Hebrejské univerzitě. Získal osvědčení pro výkon profese právníka.

## Politická dráha
V letech 1960–1964 pracoval jako ředitel úřadu ministra na ministerstvu pro náboženské záležitosti, v letech 1964–1966 na tomto ministerstvu vedl odbor pro Karaity a Samaritány. V letech 1966–1969 byl asistentem náměstka ministra pro náboženské záležitosti, v letech 1969–1971 zástupce ředitele odboru pro zvláštní úkoly na tomto resortu, v letech 1971–1974 zástupcem ředitele úřadu ministerstva a v letech 1974–1977 pak ředitelem úřadu ministerstva. Byl členem vedení strany Mafdal a předsedou její organizace v Jeruzalému.
V izraelském parlamentu zasedl po volbách v roce 1977, do nichž šel za stranu Mafdal. Stal se předsedou parlamentního výboru pro ústavu, právo a spravedlnost a členem výboru House Committee. Ve volbách v roce 1981 mandát neobhájil. V roce 1984 odešel ze strany Mafdal a vstoupil do Strany práce, kde byl členem jejího sekretariátu a ústředního výboru. Byl jedním ze zakladatelů náboženské frakce v této levicové straně.
Zemřel v roce 2014 ve věku 77 let.